# TOI 1338
TOI 1338 là một hệ sao đôi nằm trong chòm sao Hội Giá, khoảng 1.300 năm ánh sáng từ Trái Đất. Nó được phát hiện bởi TESS và được quay quanh bởi một hành tinh circumbinary tên là TOI 1338 b. Hai ngôi sao với khối lượng khoảng 1,2 và 0,325 M☉ xoay quanh nhau mỗi 14,6 ngày.

## Danh pháp và lịch sử
Từ viết tắt "TOI" dùng để chỉ các ngôi sao và ngoại hành tinh được nghiên cứu bởi TESS, và viết tắt của: " Transating Exoplanet Survey Satellite Object of Interest". Hành tinh được tìm thấy bởi một học sinh trung học, người đã tham gia Trung tâm bay không gian Goddard với tư cách là một thực tập sinh mùa hè. Anh nhìn qua những đường cong ánh sáng được đánh dấu là sao đôi bởi những tình nguyện viên của dự án khoa học công dân Planet Hunters.

## Hệ hành tinh
| Thiên thể đồng hành (thứ tự từ ngôi sao ra) | Khối lượng | Bán trục lớn (AU)  | Chu kỳ quỹ đạo (ngày) | Độ lệch tâm        | Độ nghiêng     | Bán kính   |
| ------------------------------------------- | ---------- | ------------------ | --------------------- | ------------------ | -------------- | ---------- |
| b                                           | 330±200 M🜨 | 04607+00084 −00088 | 95174+0031 −0035      | 00880+00043 −00033 | 8937+035 −026° | 685±019 R🜨 |